# Film de redneck

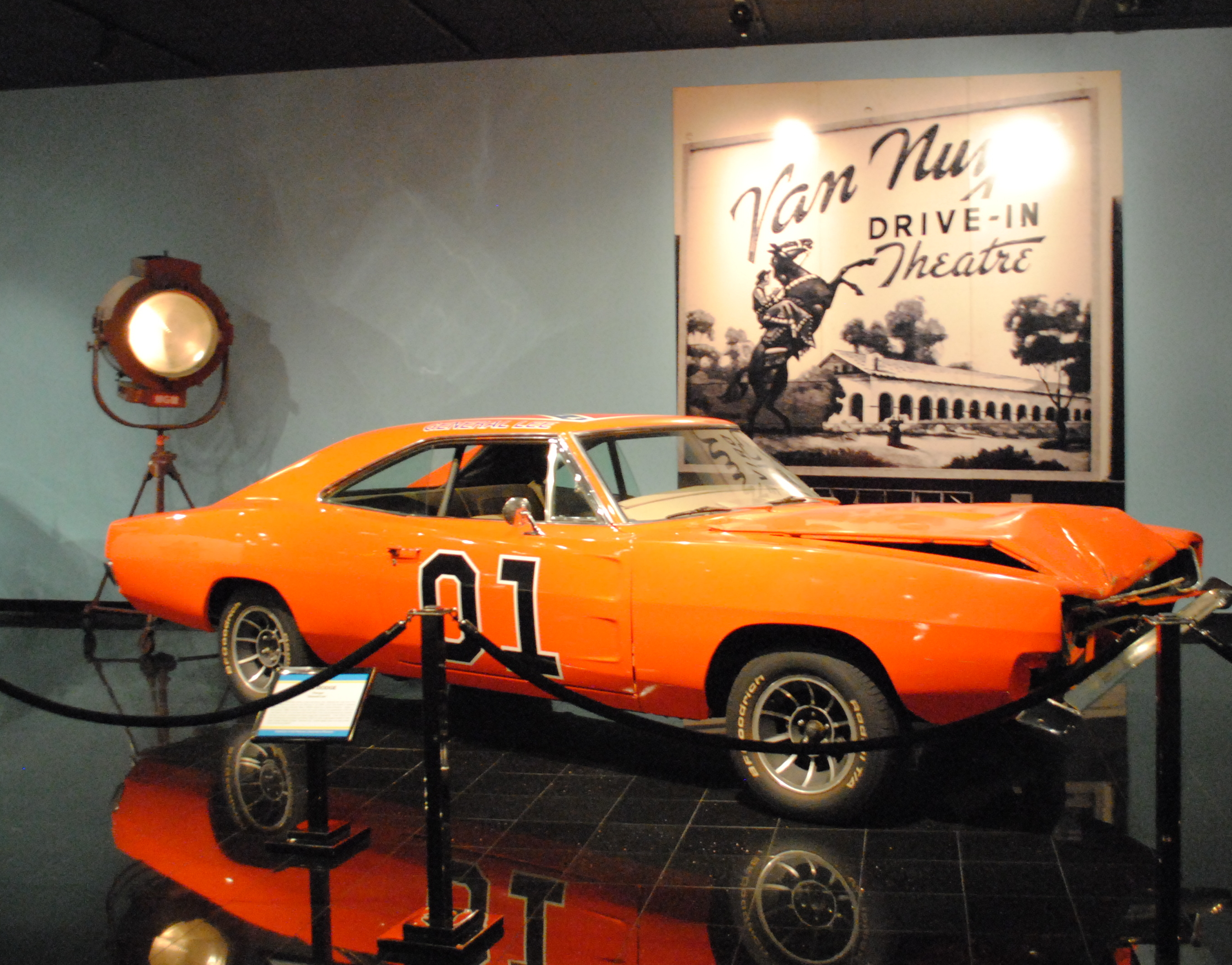
Le Général Lee nom de la Dodge Charger qui apparait dans la série mettant en scène des rednecks, Shérif, fais-moi peur.

Le film de redneck (en anglais redneck movie, redneck cinema, cracker movie ou hixploitation) est un genre du film d'exploitation américain dont les thèmes s'appuient sur les représentations stéréotypées de populations rurales blanches du sud profond des États-Unis et des Appalaches à travers l'image du redneck, généralement dans les films de survival horror, de gore, aussi dans les comédies, les films policiers, ou d'aventure. 
Durant une vingtaine d'années entre 1964 et 1985, ce genre devait sa popularité à l'apogée des drive-in, forme de distribution cinématographique privilégiée dans l'Amérique rurale de cette période. 
Trois films sont représentatifs du genre redneck : Delivrance de John Boorman, Massacre à la tronçonneuse de Tobe Hooper et dans le registre de la comédie Cours après moi shérif de Hal Needham qui inspira la série  Shérif, fais-moi peur.

## Caractéristiques
Deux types de films mettent en scène le redneck, soit comme personnage secondaire du récit, ou comme principal protagoniste. Le premier type, popularisé par Délivrance, montre un groupe de citadins (une famille, des touristes, des étudiants...) se retrouvant dans une région hostile ou inquiétante du sud profond, face à un groupe de personnages rustres, violents et meurtriers. Les héros devant survivre dans cet environnement et retrouver la civilisation. Le second type, plus axé vers la comédie dont Cours après moi shérif est représentatif, met en scène ces rednecks dans des situations de contrebande et trafics divers, jouant à cache-cache avec la police dans des courses poursuites. L'un des principaux thèmes du genre est la chasse à l'homme, qui sert de trame à plusieurs films, et qui le rattache au western.
L'ambiance et le climat caractérisent aussi les films du genre, se déroulant dans des cadres sauvages, marécageux ou forestiers typiques des décors du sud profond, dans des atmosphères moites, et isolés, entourés de serpents ou de crocodiles. De par son caractère de film d'exploitation à petits budgets, le genre redneck, adopte un style qui emprunte à la fois au documentaire, par le grain marqué de l'image et la manière directe de filmer, et au film d'horreur par son esthétique trash.

## Liste de films de redneck
- Enfant mariée (1938)
- Fusil de chasse de mariage (1963)
- Common Law Femme (film) (1963)
- 2000 Maniaques (1964)
- Moonshine Montagne (1964)
- Mudhoney (film) (1965)
- Shanty Clochard (1967)
- Common Law Cabin (1967)
- Country Cuzzins (1970)
- Délivrance (1972)
- The Pig Keeper's Daughter (1972)
- Walking Tall (1973)
- Chauds de l'Été pieds nus Comté (1974)
- Les Marais de la haine (Gator Bait)(1974)
- Massacre À La Tronçonneuse (1974)
- Moonshine County Express (1977)
- La colline a des Yeux (1977)
- Le Crocodile de la mort (1977)
- Juste avant l'aube (1981)
- Sans retour (1981)
- Redneck Zombies (1987)
- Détour mortel (2003)
- La Maison des mille morts (2003)
- Monstre de l'homme (2003)
- The devil's rejects (2005)
- Butcher : La Légende de Victor Crowley (2006)
- Tucker et Dale fightent le mal (2010)
- Madness (2010)
- Inbred (2011)